# 三王府区
三王府区（ Khwaeng Wang Burapha Phirom）是泰国曼谷拍那空县的一个区，位于拉达那哥欣岛东部。2017年有人口11,427人。
三王府区因此地是三王府的故地而得名。三王府曾是潘努朗吉西亲王的宫殿，于20世纪50年代拆除，改为电影院和商铺聚集的汪布拉帕区，是现代曼谷最早的购物区及青年文化中心，如同今日的暹罗广场。
拉玛五世统治期间，本区曾属河口市场镇（Tambon Pak Khlong Talat），以本地的河口市场命名。